# Марк Полански
Марк Люис Полански (на английски: Mark Lewis "Roman" Polansky) е американски тест пилот и астронавт от НАСА, участник в три космически полета.

## Образование
Марк Полански завършва колежа John P. Stevens High School в родния си град през 1974 г. През 1978 г. получава бакалавърска степен по аерокосмическо инженерство от университета Пардю, Индиана.

## Военна кариера
Марк Полански започва службата си в USAF през 1978 г. През 1980 г. става пилот на изтребител F-15 Игъл. През 1986 г. завършва школата за тест пилоти в авиобазата Едуардс, Калифорния. По време на службата си има над 5000 полетни часа на 30 различни типа самолети.

## Служба в НАСА
Марк Полански е избран за астронавт от НАСА на 1 май 1996 г., Астронавтска група №16. След две години завършва пълния курс на обучение и получава квалификация пилот. Взема участие в три космически полета.
| Космически полет на Марк Люис Полански                           | Космически полет на Марк Люис Полански | Космически полет на Марк Люис Полански | Космически полет на Марк Люис Полански | Космически полет на Марк Люис Полански | Космически полет на Марк Люис Полански | Космически полет на Марк Люис Полански |
| №                                                                | Дата                                   | КК                                     | Емблема на мисията                     | Функции                                | Продължителност                        |                                        |
| ---------------------------------------------------------------- | -------------------------------------- | -------------------------------------- | -------------------------------------- | -------------------------------------- | -------------------------------------- | -------------------------------------- |
| 1                                                                | 7 февруари 2001                        | „Атлантис“, мисия STS-98               |                                        | Пилот                                  | 12 денонощия 21 часа 21 мин.           |                                        |
| 2                                                                | 9 декември 2006                        | „Дискавъри“, мисия STS-116             |                                        | Командир                               | 12 денонощия 20 часа 44 мин. 16 сек.   |                                        |
| 3                                                                | 15 юли 2009                            | „Индевър“, мисия STS-127               |                                        | Командир                               | 15 денонощия 16 часа 44 мин. 58 сек.   |                                        |
| Сумарно време в космоса – 44 денонощия 10 часа 51 минути 35 сек. |                                        |                                        |                                        |                                        |                                        |                                        |

## Награди
- Медал за похвална служба;
- Медал за похвала на USAF.